# Pontifícia Universidade Católica de Ámerica (PCUA)
A Pontifícia Universidade Católica de América (por suas siglas: PCUA) em inglês conhecida como Pontifical Catholic University of America, é uma universidade privada  localizada na cidade de Miami, Flórida, Estados Unidos da América. Foi fundada em 2017 por Jorge Luis Arteaga Salazar. Ademais, é conhecida por ser uma das primeiras universidades pontifícias católicas na cidade de Miami e por fomentar o ensino do idioma Quechua, Aymara y Awajún .
Em 2017, recebe da Santa Sede o título de Pontifícia, o qual dá lugar a sua denominação actual. Na actualidade encontra-se em Alemanha, Estados Unidos, Itália, Argentina, Venezuela, Chile, Rússia, Espanha, Índia, Peru, México, entre outros países.

## História
A PCUA criou-se pela necessidade dos membros das igrejas protestantes, ortodoxas e não católicas romanas de Miami de contar com uma instituição que lhes apoie academicamente em seu trabalho e iniciativas educativas. Em 2017 foi criado por Jorge Luis Arteaga Salazar e recebe da Santa Sede o título de Pontifícia.
Em anos posteriores, notarizaron seus programas educativos por um notário público dos Estados Unidos, autenticados pelo Departamento de Estado de Flórida e legalizados pelo Consulado do país. Ademais, conta com a Apostilla de HAYA.
Na actualidade é membro activo da Associação Nacional de Colégios e Empleadores (NASCE, por suas siglas em inglês), Organização Internacional de Diplomacia Cultural – IOCD, Organização Diplomática Internacional dos Americanos e Afrodescendientes, Associação Européia para a Educação Internacional, Conselho Intersectorial para a Educação Cristã, a Fundação Dana.